# سلووپنیتسه
سلووپنیتسه (به چکی: Sloupnice) یک منطقهٔ مسکونی در جمهوری چک است که در ناحیه سویتاوی واقع شده‌است. سلووپنیتسه ۱٬۶۹۷ نفر جمعیت دارد.